# زووم (شركة لعبة فيديو)
زووم (بالإنجليزية: Zoom)، هي شركة يابانية تعمل على إنتاج وتطوير ألعاب الفيديو، تأسست سنة 1988، ومقرها في مدينة سابورو اليابانية.